# Addaï Scher
Ibrahim Addaï Scher, (in siriaco ܐܕܝ ܫܝܪ) (Shaqlawa, 3 marzo 1867 – Tanzé, tra il 15 e il 21 giugno 1915), è stato un vescovo cattolico iracheno.

## Biografia
Ibrahim Addaï Scher nacque a Shaqlawa il 3 marzo 1867. Suo padre era un sacerdote della Chiesa cattolica caldea e lo aiutò a imparare la lingua siriaca in giovane età.

### Formazione e ministero sacerdotale
La morte prematura della madre lo fece concentrare sulla vita ascetica e nel 1880 entrò nel seminario di San Giovanni a Mosul, un istituto fondato nel 1878 dall'Ordine dei frati predicatori. Lì studiò il siriaco, il caldeo, l'arabo, il francese, il latino e il turco, nonché filosofia e teologia.
Il 15 agosto 1889 fu ordinato presbitero. Venne inviato nel suo villaggio natale, dove insegnò nella scuola della Chiesa. In seguito prestò servizio come assistente dell'arcieparca di Kirkuk. Imparò anche l'ebraico, il greco, il persiano, il curdo e scrisse anche in tedesco e inglese.

### Ministero episcopale
Il 18 agosto 1902 venne nominato eparca di Seert dei Caldei. Ricevette l'ordinazione episcopale il 30 novembre successivo dal patriarca di Babilonia dei Caldei Yosep Emmanuel II Thoma, co-consacrante l'arcieparca di Mosul dei Siri Grégoire Pierre Habra.
Nel 1908 fece un lungo viaggio. Si recò a Istanbul, dove fu ricevuto dal sultano Abdul Hamid II; a Roma, dove conobbe papa Pio X; e a Parigi, dove ebbe modo di promuovere le sue opere di orientalista tra gli studiosi locali e di pubblicarne alcune.

### L'assassinio
Nel 1915, durante la prima guerra mondiale, Addaï Scher fu una delle tante vittime dei crimini di massa commessi nell'Anatolia orientale dalle autorità ottomane. Quell'anno infatti, l'esercito ottomano fu inizialmente sconfitto nel Caucaso. Gli Ottomani, pensando che i cristiani potessero allearsi con gli eserciti europei, diedero l'ordine di sterminare le popolazioni armena, greca e assira dell'Anatolia. Addaï Scher, come capo della comunità cattolica, raccolse  500 libbre d'oro per salvare i suoi fedeli. Ciò permise ad alcuni cristiani caldei della città di fuggire. Lo stesso vescovo fu aiutato da un agha curdo che lo nascose nella propria casa.
Alcuni curdi, sudditi di Osman, agha di Tanzé, capo delle tribù Hadide e Atamissa, grandi amici del vescovo e protettori dei cristiani, lo travestirono da curdo e lo portarono via da una porta segreta della sua residenza. Per alcuni giorni rimase con il suo amico agha, ma un reggimento ottomano, venendo a conoscenza della sua fuga, tentò di rintracciarlo. Sapendo che il capo curdo lo aveva nascosto, lo convocarono perché consegnasse il presule, poi diedero fuoco alla sua casa e lo minacciarono di morte. L'agha fuggì con la sua famiglia. I curdi rimasti, stanchi della lotta, furono obbligati a indicare il nascondiglio del prelato. Catturato, il vescovo fu portato fuori dal villaggio, in maniera che nessuno vedesse e sentisse. Fu brutalmente torturato e infine ucciso con otto colpi di arma da fuoco. Un testimone descrisse le ultime ore di vita di Addaï Scher:
(Joseph Naayem, Shall This Nation Die?)
Quanto al monastero di San Giacomo, sede dei vescovi, nei pressi di Siirt, fu saccheggiato e distrutto. Andò perduta anche la sua preziosa biblioteca di manoscritti di cui Addaï Scher aveva pubblicato un catalogo nel 1905. Si salvarono solo diciannove manoscritti, precedentemente donati alla Biblioteca nazionale di Francia.

## Studi e opere
Grande studioso della letteratura siriaca, si deve a lui la scoperta del secondo volume di un'antica Cronaca dei catholicoi di Seleucia-Ctesifonte, primati della Chiesa d'Oriente. Grazie alla sua scoperta oggi l'opera è nota come Cronaca di Seert. Ad Addai Scher si deve la pubblicazione della Cronaca assieme alla sua traduzione in francese (1908-1919).. I principali testi siriaci curati e pubblicati da Addaï Scher sono: Cause de la fondation des écoles di Barhadbshabba 'Arbaya (nel 1908), il Livre des scholies di Théodore Bar Koni (nel 1910) e il volume Traités d'Išaï le docteur et de Ḥnana d'Adiabène sur les martyrs, le Vendredi d'or et les rogations, suivis de la Confession de foi à réciter par les évêques avant l'ordination (nel 1911).
In arabo ha pubblicato un dizionario di motti persiani presi in prestito dall'arabo intitolato Kitāb al-alfāẓ al-Fārisīya al-mu'arrabah (nel 1908). È anche autore di una Histoire de la Chaldée et de l'Assyrie, pubblicata in arabo in due volumi (Beirut, 1912-1913), dei cataloghi delle biblioteche caldee di Siirt (1905), Mosul (1907) e Mardin (1908), e di note biografiche su autori siriaci.

## Genealogia episcopale
La genealogia episcopale è:
- Arcivescovo Yukhannan VIII Hormizd
- Vescovo Isaie Jesu-Yab-Jean Guriel
- Arcivescovo Augustin Hindi
- Patriarca Yosep VI Audo
- Patriarca Eliya XIV Abulyonan
- Patriarca Yosep Emmanuel II Thoma
- Vescovo Addaï Scher